# Campeonato Cearense Serie C 2021
El Campeonato Cearense de Serie C 2021 fue la 18.ª edición del torneo, organizado por la Federação Cearense de Futebol. El torneo comenzó el 23 de octubre de 2021 y finalizó el 2 de diciembre del mismo año. 
La competencia otorgó dos plazas a la Serie B 2022. En total, diez equipos participaron en esa edición.

## Sistema de competición
Los diez equipos se dividieron en dos grupos con cinco equipos en cada grupo, donde se enfrentaron en partidos de ida. Al final de las cinco fechas, los tres mejores equipos de cada grupo avanzaron, entre ellos, el primero clasificado de cada grupo avanzó automáticamente a las semifinales. 
Los equipos clasificados en segundo y tercero de cada grupo se enfrentaron en los cuartos de final en partido único para definir los dos semifinalistas restantes. Las semifinales fueron disputada en partidos de ida y vuelta, mientras que la final fue disputada en partido único. 
Los dos equipos clasificados a la final ascendieron al Campeonato Cearense Serie B 2022 y compitieron por el título de la competición. 
En caso de empate en puntos entre dos o más equipos, el desempate, a efectos de clasificación, se realizará observando los criterios a divulgar por la Federación.
En caso de empate en los puntos ganados entre dos o más clubes al final del campeonato, el desempate, a efectos de clasificación final, se realizará observando los siguientes criterios:
1. Partidos ganados
2. Diferencia de goles
3. Goles a favor
4. Enfrentamientos directos (entre dos clubes)
5. Sorteo

## Participantes
| Equipos participantes | Equipos participantes | Equipos participantes | Equipos participantes | Equipos participantes |
| --------------------- | --------------------- | --------------------- | --------------------- | --------------------- |
| Pague Menos           | Itarema               | Aliança Atlética      | Tianguá               | Crateús               |
| Arsenal do Ceará      | Esporte Limoeiro      | Quixadá               | Campo Grande          | Guarani de Juazeiro   |

## Fase de grupos

### Grupo A
| Pos. | Equipo           | Pts. | PJ | G | E | P | GF | GC | Dif. | Clasificación 2021                 |
| ---- | ---------------- | ---- | -- | - | - | - | -- | -- | ---- | ---------------------------------- |
| 1    | Pague Menos      | 10   | 4  | 3 | 1 | 0 | 16 | 2  | +14  | Clasificado a las semifinales      |
| 2    | Crateús          | 8    | 4  | 2 | 2 | 0 | 9  | 4  | +5   | Clasificado a los cuartos de final |
| 3    | Tianguá          | 7    | 4  | 2 | 1 | 1 | 8  | 4  | +4   | Clasificado a los cuartos de final |
| 4    | Itarema          | 3    | 4  | 1 | 0 | 3 | 5  | 16 | −11  |                                    |
| 5    | Aliança Atlética | 0    | 4  | 0 | 0 | 4 | 0  | 12 | −12  |                                    |

Actualizado a los partidos jugados el 16 de noviembre de 2021.
 Fuente: FCF

### Grupo B
| Pos. | Equipo              | Pts. | PJ | G | E | P | GF | GC | Dif. | Clasificación 2021                 |
| ---- | ------------------- | ---- | -- | - | - | - | -- | -- | ---- | ---------------------------------- |
| 1    | Guarani de Juazeiro | 10   | 4  | 3 | 1 | 0 | 12 | 1  | +11  | Clasificado a las semifinales      |
| 2    | Quixadá             | 10   | 4  | 3 | 1 | 0 | 3  | 0  | +3   | Clasificado a los cuartos de final |
| 3    | Campo Grande        | 6    | 4  | 2 | 0 | 2 | 5  | 4  | +1   | Clasificado a los cuartos de final |
| 4    | Arsenal do Ceará    | 3    | 4  | 1 | 0 | 3 | 6  | 9  | −3   |                                    |
| 5    | Esporte Limoeiro    | 0    | 4  | 0 | 0 | 4 | 1  | 13 | −12  |                                    |

Actualizado a los partidos jugados el 16 de noviembre de 2021.
 Fuente: FCF

## Fixture
- La hora de cada encuentro corresponde al huso horario correspondiente al Estado de Ceará (UTC-3).

### Grupo A
| Pague Menos | 2 - 0 | Tianguá | João Ronaldo | 23 de octubre | 15:00 |
| Itarema     | 1 - 3 | Crateús | João Ronaldo | 24 de octubre | 15:00 |

| Tianguá | 4 - 1 | Itarema     | Tancredão           | 30 de octubre       | 15:00               |
| Aliança | 0 - 3 | Pague Menos | Victoria Adjudicada | Victoria Adjudicada | Victoria Adjudicada |

| Cratéus | 1 - 1 | Tianguá | Juvenal Melo        | 6 de noviembre      | 15:00               |
| Itarema | 3 - 0 | Aliança | Victoria Adjudicada | Victoria Adjudicada | Victoria Adjudicada |

| Pague Menos | 9 - 0 | Itarema | Franzé Morais       | 6 de noviembre      | 15:00               |
| Aliança     | 0 - 3 | Crateús | Victoria Adjudicada | Victoria Adjudicada | Victoria Adjudicada |

| Crateús | 2 - 2 | Pague Menos | Juvenal Melo        | 16 de noviembre     | 15:00               |
| Tianguá | 3 - 0 | Aliança     | Victoria Adjudicada | Victoria Adjudicada | Victoria Adjudicada |

### Grupo B
| Arsenal do Ceará | 4 - 0 | Esporte Limoeiro    | Bandeirão | 23 de octubre | 15:00 |
| Quixadá          | 0 - 0 | Guarani de Juazeiro | Bandeirão | 24 de octubre | 15:00 |

| Campo Grande     | 2 - 1 | Arsenal do Ceará | Inaldão   | 30 de octubre | 15:00 |
| Esporte Limoeiro | 0 - 1 | Quixadá          | Bandeirão | 31 de octubre | 15:00 |

| Guarani de Juazeiro | 1 - 0 | Campo Grande     | Mirandão  | 5 de noviembre | 15:00 |
| Quixadá             | 1 - 0 | Arsenal do Ceará | Bandeirão | 7 de noviembre | 15:00 |

| Esporte Limoeiro | 1 - 3 | Campo Grande        | Bandeirão | 11 de noviembre | 15:00 |
| Arsenal do Ceará | 1 - 6 | Guarani de Juazeiro | Bandeirão | 12 de noviembre | 15:00 |

| Guarani de Juazeiro | 5 - 0 | Esporte Limoeiro | Mirandão | 16 de noviembre | 15:00 |
| Campo Grande        | 0 - 1 | Quixadá          | Inaldão  | 16 de noviembre | 15:00 |

## Fase final

### Cuartos de final
| Crateús | 0 - 2 | Campo Grande | Juvenal Melo | 20 de noviembre | 15:00 |
| Quixadá | 2 - 0 | Tianguá      | Bandeirão    | 20 de noviembre | 15:00 |

### Semifinales
| Quixadá      | 1 - 2 | Pague Menos         | Bandeirão | 24 de noviembre | 15:00 |
| Campo Grande | 0 - 2 | Guarani de Juazeiro | Inaldão   | 24 de noviembre | 15:00 |

| Guarani de Juazeiro | 3 - 1 | Campo Grande | Inaldão       | 27 de noviembre | 15:00 |
| Pague Menos         | 2 - 1 | Quixadá      | Franzé Morais | 29 de noviembre | 15:00 |

### Final
| Guarani de Juazeiro | 0 - 0 (pen. 3-0) | Pague Menos | Moraisão | 2 de diciembre | 15:00 |

## Goleadores
Actualizado el 2 de diciembre de 2021.
| Pos. | Jugador  | Equipo              | Goles |
| ---- | -------- | ------------------- | ----- |
| 1    | Maranhão | Pague Menos         | 6     |
|      | Dagson   | Guarani de Juazeiro | 6     |
| 3    | Davi     | Campo Grande        | 4     |
|      | Lucas    | Quixadá             | 4     |
|      | Iury     | Pague Menos         | 4     |